# Passiflora viridiflora
Passiflora viridiflora är en passionsblomsväxtart som beskrevs av Antonio José Cavanilles. Passiflora viridiflora ingår i släktet passionsblommor, och familjen passionsblomsväxter. Inga underarter finns listade i Catalogue of Life.